# Binnya Kyan
Pour les articles homonymes, voir Kyan.
Cette page contient des caractères spéciaux ou non latins. S’ils s’affichent mal (▯, ?, etc.), consultez la page d’aide Unicode.
Binnya Kyan (birman ဗညားကျန်း, bəɲá tɕáɴ ; mort en avril 1453) fut le treizième souverain du royaume d'Hanthawaddy, en Basse-Birmanie. Il régna de 1450 à 1453. Fils du roi Binnya Dhammaraza († 1426), il monta sur le trône en assassinant son cousin le roi Binnya Waru en 1450. Un de ses réalisations notable est la surélévation de la Pagode Shwedagon de Rangoon, qu'il fit passer de 20 à 92 mètres.
Binnya Kyan fut lui-même assassiné aux alentours d'avril 1453 par son cousin germain Leik Munhtaw, qui s'empara du trône. Il avait été tellement sanguinaire avec ses rivaux qu'au moment de sa mort, Leik Munhtaw était le seul descendant mâle du roi Razadarit encore vivant.